# Craig Breen
Pour les articles homonymes, voir Breen.
Craig Breen, né le 2 février 1990 à Waterford et mort le 13 avril 2023 à Lobor (Croatie), est un pilote de rallye irlandais. Vainqueur de la WRC Academy en 2011, il est sacré champion du monde des rallyes S-WRC l'année suivante. 

## Biographie

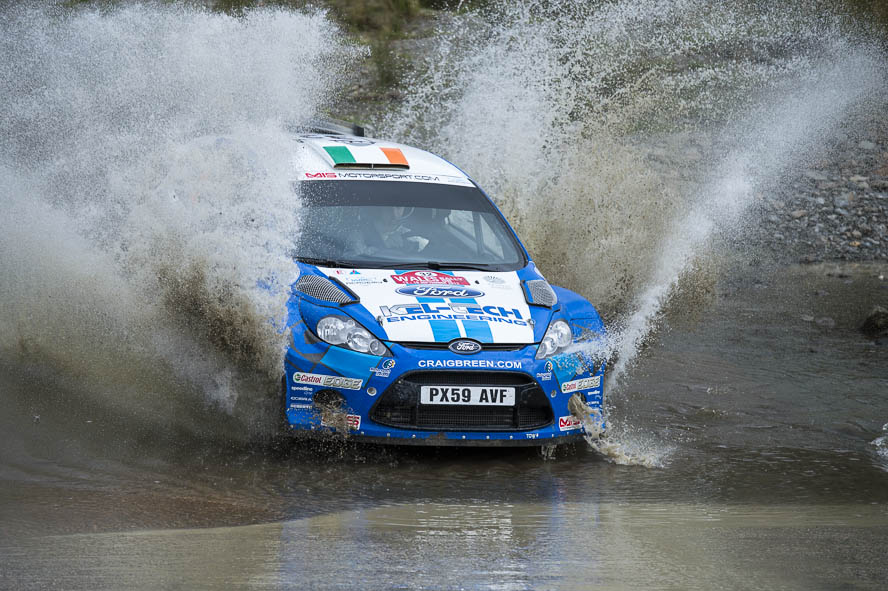
Craig Breen au Rallye de Grande-Bretagne 2014.

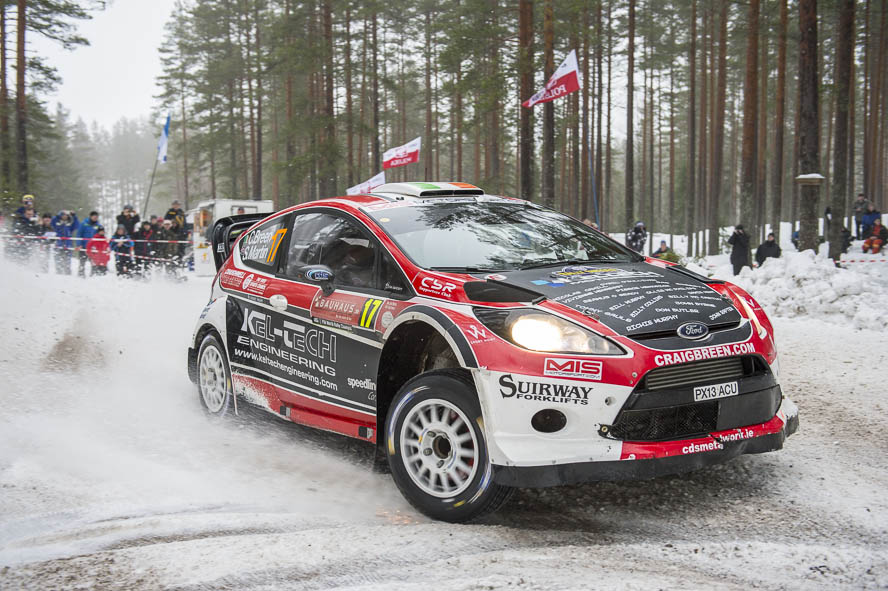
Craig Breen durant le rallye de Suède 2014.

Breen remporte la WRC Academy en 2011, à égalité de points à l'issue du championnat avec le pilote estonien, Egon Kaur (tous deux à 111), c'est le nombre de victoires d'étapes spéciales qui départage les deux pilotes (39 victoires contre 14). Il gagne ainsi une bourse de 500 000 euros pour poursuivre sa carrière en WRC. 
En 2012, il s'engage en IRC au volant d'une Peugeot 207 S2000. Malheureusement, lors de la 5e manche du rallye Targa Florio, Craig est victime d'une violente sortie. Un rail de sécurité entre alors dans la voiture, tuant son copilote, Gareth Roberts. À la suite de ce drame, le rallye est interrompu. La même année, il remporte le Championnat du Monde des Rallyes S-WRC sur une Ford Fiesta S2000 après quatre victoires de catégorie.
En 2013, il manque la deuxième marche du podium de l'ERC pour 4 petits points seulement, malgré une belle remontée au classement général du rallye du Valais qu'il termine troisième, ultime étape du championnat continental nouvelle formule. 
Après le rallye de Lettonie 2014, il passe de la Peugeot 207 S2000 à la Peugeot 208 T16. Le succès est immédiat en Grèce, toujours dans le cadre de la Peugeot Rally Academy, depuis 2013. Il termine troisième du championnat d'Europe en fin d'année.
Malgré trois victoires de rang en début de saison 2015 et deux places de deuxième en fin d'année avec la 208 T16, il se fait battre par le Polonais Kajetan Kajetanowicz plus régulier dans ses résultats, pour le titre continental.  
Pour 2016, Craig décide de quitter Peugeot Sport et l'ERC pour intégrer le WRC avec l'équipe Abu-Dhabi Total World Rally Team, projet mis en place par Citroën Racing, PH Sport et Abu Dhabi pour assurer une année de transition pour un retour officiel de la marque aux chevrons. Il fait équipe avec Kris Meeke, Stéphane Lefebvre et Khalid Al-Qassimi. Il commence son programme au Rallye de Suède où il prend la huitième place, tout en ayant signé quelque temps remarqués. Après une pause de plusieurs mois, il fait son retour au Rallye de Pologne où il prend la septième place. 
Vient ensuite le Rallye de Finlande, où il réalise sa meilleure course depuis ses débuts en rallye. Profitant de sa position de départ avantageuse, il pointe d'abord au cinquième rang à la fin de la première journée avant de s'emparer du troisième rang lors de la seconde journée, position qu'il maintiendra jusqu'à l'arrivée, décrochant ainsi son premier podium en WRC. Il en profitera également pour signer son premier temps scratch en WRC lors de la dernière journée. À l'arrivée de la dernière spéciale, Craig fond en larmes en déclarant qu'il s'agit de la plus belle course qu'il ait jamais faite et a une énorme pensée pour son ami disparu Gareth Roberts, à qui il dédie cette performance.  
Peu de temps après avoir achevé le Tour de Corse au cinquième rang, Craig et Scott sont officialisés chez Citroën Racing pour les saisons 2017 et 2018 du WRC aux côtés de Kris Meeke-Paul Nagle et Stéphane Lefebvre-Gabin Moreau. Il enchaîne avec le rallye de Catalogne qu'il conclut au dixième rang, après avoir connu quelques galères dues à des erreurs de pilotage et des problèmes mécaniques.

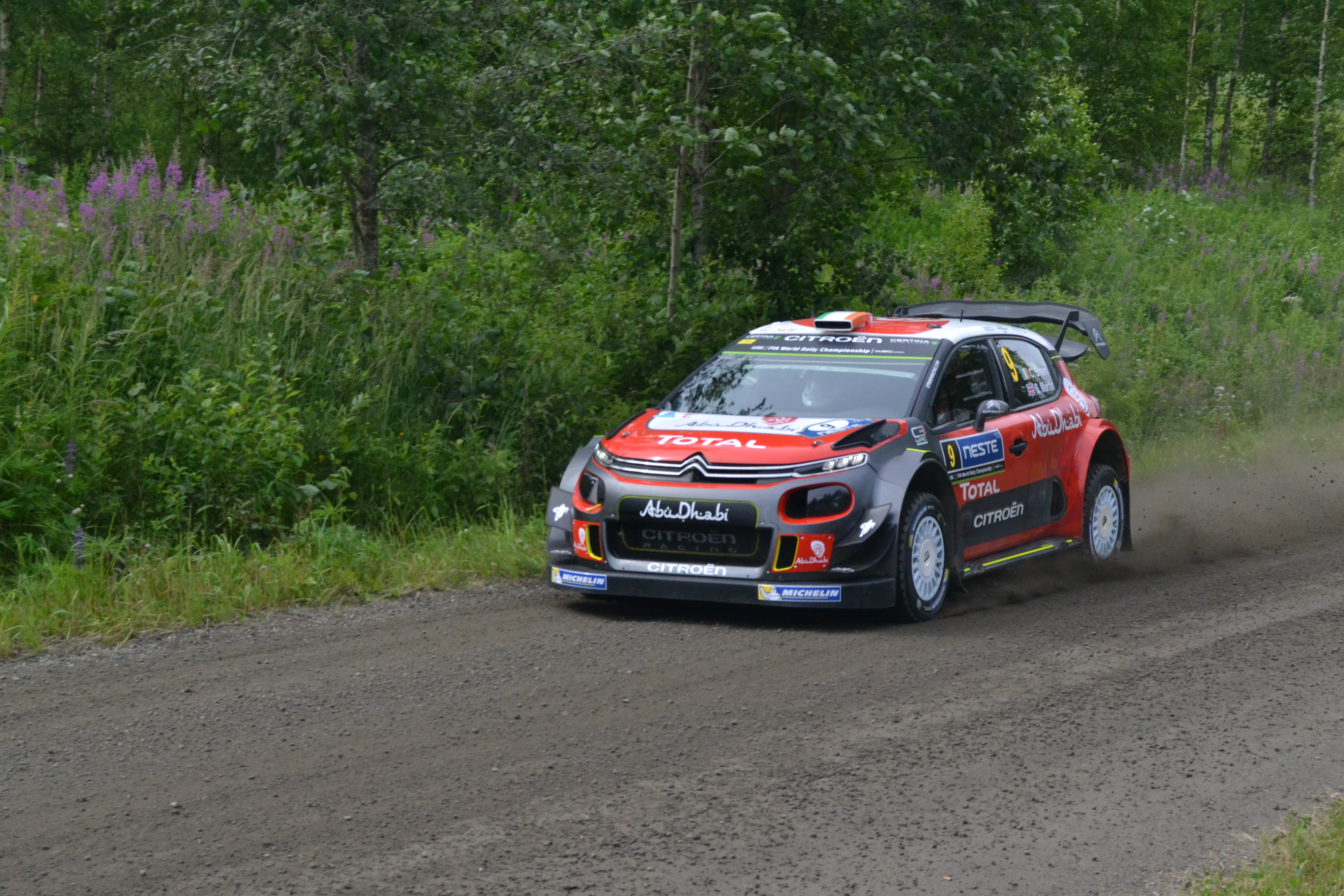
Craig Breen au rallye de Finlande 2017.

La saison suivante, Craig participe à onze des treize manches au calendrier. Il fait preuve de régularité avec six cinquièmes places, ces cinquièmes places étant ses meilleurs résultats de sa saison. Au classement, il figure à l'issue de la saison à la dixième place avec 64 points inscrits.
Pour la saison 2018, il poursuit avec Citroën et termine deuxième du rallye de Suède, deuxième manche de la saison. C'est son meilleur résultat et son deuxième podium en WRC. Mais Citroën met un coup d'arrêt à sa carrière WRC en 2019 en lui préférant Sébastien Ogier et Esapekka Lappi. Il devient pilote officiel Hyundai en fin d'année. 
En 2020 et 2021, Craig Breen combine un double programme Championnat du monde-Championnat d'Europe avec Hyundai Motorsport. Même s’il ne participe qu'à sept épreuves en Championnat du monde, l’Irlandais réalise d’excellentes performances avec 4 podiums en Hyundai i20 WRC. 
En 2022, il décroche le volant d'une Ford Puma pour une saison complète WRC, pour la première fois de sa carrière, chez M-Sport World Rally Team l'équipe de ses débuts. Mais face à des résultats décevants il retourne chez Hyundai pour une saison 2023 à temps partiel. 
Lors du rallye de Suède 2023 il brille pour sa première course en Hyundai i20 Rally1. En tête du rallye après la première journée, il termine second à quelques secondes d'Ott Tänak. 
En avril, il meurt à la suite d'un accident survenu lors d'essais privés précédant le Rallye de Croatie 2023, à Lobor, après que sa Hyundai i20 a percuté un poteau à l'avant-gauche.

## Palmarès

### Titres
| Saison | Titre                                                     | Voiture           |
| ------ | --------------------------------------------------------- | ----------------- |
| 2011   | Champion du monde des rallyes Académie (WRC Academy)      | Ford Fiesta R2    |
| 2012   | Champion du monde rallyes des voitures Super 2000 (S-WRC) | Ford Fiesta S2000 |
| 2015   | Vice-champion d'Europe des rallyes                        | Peugeot 208 T16   |
| 2015   | Asphalt Master du championnat d'Europe des rallyes        | Peugeot 208 T16   |

### Victoires

#### Victoires en championnat du monde académie des rallyes (WRC Academy)
| #                         | Saison                    | Rallye                            | Pays                      | Voiture                   |
| Copilote : Gareth Roberts | Copilote : Gareth Roberts | Copilote : Gareth Roberts         | Copilote : Gareth Roberts | Copilote : Gareth Roberts |
| ------------------------- | ------------------------- | --------------------------------- | ------------------------- | ------------------------- |
| 1                         | 2010                      | 67e Rallye du Pays de Galles (GB) | Royaume-Uni               | Ford Fiesta R2            |
| 2                         | 2011                      | 29e Rallye d'Allemagne            | Allemagne                 | Ford Fiesta R2            |

#### Victoires en Championnat du monde des rallyes des voitures Super 2000 (S-WRC)
| #                         | Saison                    | Rallye                        | Pays                      | Voiture                   |
| Copilote : Gareth Roberts | Copilote : Gareth Roberts | Copilote : Gareth Roberts     | Copilote : Gareth Roberts | Copilote : Gareth Roberts |
| ------------------------- | ------------------------- | ----------------------------- | ------------------------- | ------------------------- |
| 1                         | 2012                      | 80e Rallye Monte-Carlo        | Monaco                    | Ford Fiesta S2000         |
| Copilote : Paul Nagle     |                           |                               |                           |                           |
| 2                         | 2012                      | 68e Rallye de Grande-Bretagne | Royaume-Uni               | Ford Fiesta S2000         |
| 3                         | 2012                      | 03e Rallye d'Alsace           | France                    | Ford Fiesta S2000         |
| 4                         | 2012                      | 48e Rallye de Catalogne       | Espagne                   | Ford Fiesta S2000         |

#### Autres victoires
| #                            | Saison                    | Rallye                                     | Pays                      | Voiture                   |
| Copilote : Gareth Roberts    | Copilote : Gareth Roberts | Copilote : Gareth Roberts                  | Copilote : Gareth Roberts | Copilote : Gareth Roberts |
| ---------------------------- | ------------------------- | ------------------------------------------ | ------------------------- | ------------------------- |
| 1                            | 2011                      | Raven's Rock Rally                         | Irlande                   | Ford Fiesta S2000         |
| 2                            | 2012                      | Carrick-on-Suir Wm.Loughman Forestry Rally | Irlande                   | Ford Fiesta S2000         |
| Copilote : Scott Martin      |                           |                                            |                           |                           |
| 3                            | 2014                      | Raven's Rock Rally                         | Irlande                   | Ford Fiesta RS WRC        |
| Copilote : Vivienne Hennessy |                           |                                            |                           |                           |
| 4                            | 2015                      | West Wales Rally                           | Royaume-Uni               | Ford Escort Mk2           |
| Copilote : Scott Martin      |                           |                                            |                           |                           |
| 5                            | 2016                      | 43e Rallye du Condroz-Huy                  | Belgique                  | Citroën DS3 R5            |

## Résultats en rallyes

### Résultats détaillés en championnat du monde des rallyes WRC
| 2009             | IRL | NOR | CYP | POR | ARG | ITA | GRE | POL | FIN | AUS | ESP | GBR |     |     | 0                 | -           |  |  |  |
| 2009             | -   | -   | -   | 25e | -   | -   | -   | -   | 26e | -   | 36e | 39e |     |     | 0                 | -           |  |  |  |
|                  |     |     |     |     |     |     |     |     |     |     |     |     |     |     |                   |             |  |  |  |
| 2010             | SWE | MEX | JOR | TUR | NZL | POR | BUL | FIN | GER | JPN | FRA | ESP | GBR |     | 0                 | -           |  |  |  |
| 2010             | -   | -   | -   | 22e | -   | -   | -   | 19e | -   | -   | -   | -   | 12e |     | 0                 | -           |  |  |  |
| S-WRC 2010       | -   | -   | -   |     | -   | -   |     | -   | -   | -   | -   |     | 2e  |     | 18                | 12e (S-WRC) |  |  |  |
|                  |     |     |     |     |     |     |     |     |     |     |     |     |     |     |                   |             |  |  |  |
| 2011             | SWE | MEX | POR | JOR | ITA | ARG | GRE | FIN | GER | AUS | FRA | ESP | GBR |     | 0                 | -           |  |  |  |
| 2011             | 15e | -   | Ab. | -   | -   | -   | -   | -   | -   | -   | -   | 15e | -   |     | 0                 | -           |  |  |  |
| S-WRC 2011       |     | -   |     | -   | -   |     | -   | -   | -   |     | -   | 4e  |     |     | 12                | 12e (S-WRC) |  |  |  |
| WRC Academy 2011 |     |     | Ab. |     | 8e  |     |     | 2e  | 1er |     | Ab. |     | 1er | 111 | 1er (WRC Academy) |             |  |  |  |
|                  |     |     |     |     |     |     |     |     |     |     |     |     |     |     |                   |             |  |  |  |
| 2012             | MON | SWE | MEX | POR | ARG | GRE | NZL | FIN | GER | GBR | FRA | ITA | ESP |     | 8                 | 17e         |  |  |  |
| 2012             | 14e | 16e | -   | Ab. | -   | -   | -   | Ab. | -   | 13e | 17e | -   | 6e  |     | 8                 | 17e         |  |  |  |
| S-WRC 2012       | 1er | 2e  |     | Ab. |     |     | -   | Ab. |     | 1er | 1er |     | 1er |     | 118               | 1er (S-WRC) |  |  |  |
|                  |     |     |     |     |     |     |     |     |     |     |     |     |     |     |                   |             |  |  |  |
| 2016             | MON | SWE | MEX | ARG | POR | ITA | POL | FIN | GER | CHN | FRA | ESP | GBR | AUS | 36                | 10e         |  |  |  |
| 2016             | -   | 8e  | -   | -   | -   | -   | 7e  | 3e  | -   | A   | 5e  | 10e | Ab. | -   | 36                | 10e         |  |  |  |
|                  |     |     |     |     |     |     |     |     |     |     |     |     |     |     |                   |             |  |  |  |
| 2017             | MON | SWE | MEX | FRA | ARG | POR | ITA | POL | FIN | GER | ESP | GBR | AUS |     | 64                | 10e         |  |  |  |
| 2017             | 5e  | 5e  | -   | 5e  | Ab. | 5e  | 25e | 11e | 5e  | 5e  | -   | 15e | Ab. |     | 64                | 10e         |  |  |  |
|                  |     |     |     |     |     |     |     |     |     |     |     |     |     |     |                   |             |  |  |  |
| 2018             | MON | SWE | MEX | FRA | ARG | POR | ITA | FIN | GER | TUR | GBR | ESP | AUS |     | 67                | 11e         |  |  |  |
| 2018             | 10e | 2e  | -   | -   | -   | 7e  | 6e  | 8e  | 7e  | Ab. | 4e  | 9e  | 7e  |     | 67                | 11e         |  |  |  |
|                  |     |     |     |     |     |     |     |     |     |     |     |     |     |     |                   |             |  |  |  |
| 2019             | MON | SWE | MEX | FRA | ARG | CHI | POR | ITA | FIN | GER | TUR | GBR | ESP | AUS | 10                | 14e         |  |  |  |
| 2019             | -   | -   | -   | -   | -   | -   | -   | -   | 7e  | -   | -   | 8e  | -   | A   | 10                | 14e         |  |  |  |
|                  |     |     |     |     |     |     |     |     |     |     |     |     |     |     |                   |             |  |  |  |
| 2020             | MON | SWE | MEX | EST | TUR | ITA | BEL | ITA |     |     |     |     |     |     | 25                | 9e          |  |  |  |
| 2020             | -   | 7e  | -   | 2e  | -   | -   | A   | -   |     |     |     |     |     |     | 25                | 9e          |  |  |  |
|                  |     |     |     |     |     |     |     |     |     |     |     |     |     |     |                   |             |  |  |  |
| 2021             | MON | FIN | CRO | POR | ITA | KEN | EST | BEL | GRE | FIN | ESP | ITA |     |     | 76                | 8e          |  |  |  |
| 2021             | -   | 4e  | 8e  | -   | -   | -   | 2e  | 2e  | -   | 3e  | -   | -   |     |     | 76                | 8e          |  |  |  |
|                  |     |     |     |     |     |     |     |     |     |     |     |     |     |     |                   |             |  |  |  |
| 2022             | MON | SWE | CRO | POR | ITA | KEN | EST | FIN | BEL | GRE | NZL | ESP | JPN |     | 84                | 7e          |  |  |  |
| 2022             | 3e  | 36e | 4e  | 8e  | 2e  | 6e  | 30e | 32e | 63e | 5e  | 19e | 9e  | 24e |     | 84                | 7e          |  |  |  |
|                  |     |     |     |     |     |     |     |     |     |     |     |     |     |     |                   |             |  |  |  |
| 2023             | MON | SWE | MEX | CRO | POR | ITA | KEN | EST | FIN | GRE | CHI | UE  | JPN |     | 19                | —           |  |  |  |
| 2023             | -   | 2e  | -   | -   | -   | -   | -   | -   | -   | -   | -   | -   | -   |     | 19                | —           |  |  |  |

### Résultats détaillés enWRC-2
| Saison | Rallye | Rallye | Rallye | Rallye | Rallye | Rallye | Rallye | Rallye | Rallye | Rallye | Rallye | Rallye | Rallye | Points | Classement final |
| ------ | ------ | ------ | ------ | ------ | ------ | ------ | ------ | ------ | ------ | ------ | ------ | ------ | ------ | ------ | ---------------- |
| 2015   | MON    | SWE    | MEX    | ARG    | POR    | ITA    | POL    | FIN    | GER    | AUS    | FRA    | ESP    | GBR    | 55     | 9e               |
| 2015   | 2e     | -      | -      | Ab.    | -      | -      | -      | Ab.    | 5e     | -      | 4e     | Ab.    | 3e     | 55     | 9e               |

### Résultats complets enIntercontinental Rally Challenge
| Saison | Rallye | Rallye | Rallye | Rallye | Rallye | Rallye | Rallye | Rallye | Rallye | Rallye | Rallye | Points | Classement final |
| ------ | ------ | ------ | ------ | ------ | ------ | ------ | ------ | ------ | ------ | ------ | ------ | ------ | ---------------- |
| 2011   | MON    | CAN    | COR    | UKR    | BEL    | AÇO    | CZE    | HUN    | ITA    | SCO    | CHY    | 24     | 12e              |
| 2011   | -      | -      | -      | -      | -      | -      | 7e     | -      | -      | 4e     | -      | 24     | 12e              |

### Résultats complets enChampionnat d'Europe des rallyes
| Saison | Rallye | Rallye | Rallye | Rallye   | Rallye | Rallye | Rallye   | Rallye | Rallye | Rallye | Rallye | Rallye | Points | Classement final |
| ------ | ------ | ------ | ------ | -------- | ------ | ------ | -------- | ------ | ------ | ------ | ------ | ------ | ------ | ---------------- |
| 2013   | JAN    | LET    | CAN    | ACO      | COR    | YPR    | ROU      | CZE    | POL    | CRO    | ITA    | VAL    | 166    | 3e               |
| 2013   | -      | 2e     | 2e     | 2e       | 4e     | 3e     | -        | -      | 7e     | -      | Ab.    | 3e     | 166    | 3e               |
| 2014   | JAN    | LET    | GRE    | IRL      | ACO    | YPR    | EST      | CZE    | CYP    | VAL    | COR    |        | 104    | 3e               |
| 2014   | -      | 3e     | 1er    | Ab.      | Ab.    | Ab.    | -        | Ab.    | Ab.    | 2e     | Ab.    |        | 104    | 3e               |
| 2015   | JAN    | LET    | IRL    | ACO      | YPR    | EST    | CZE      | CYP    | CRO    | VAL    |        |        | 185    | 2e               |
| 2015   | Ab.    | 1er    | 1er    | 1er      | Ab.    | Ab.    | 7e       | -      | 2e     | 2e     |        |        | 185    | 2e               |
| 2016   | CAN    | IRL    | CRO    | ACO      | YPR    | EST    | POL      | CZE    | LET    | CYP    |        |        | 38     | 8e               |
| 2016   | -      | 1er    | -      | -        | -      | -      | -        | -      | -      | -      |        |        | 38     | 8e               |
| 2020   | ITA    | LET    | POR    | HUN (en) | CAN    |        |          |        |        |        |        |        | 49     | 7e               |
| 2020   | 4e     | 4e     | 16e    | Ab.      | 11e    |        |          |        |        |        |        |        | 49     | 7e               |
| 2021   | POL    | LET    | ITA    | CZE      | ACO    | FAF    | HUN (en) | CAN    |        |        |        |        | 43     | 10e              |
| 2021   | 42e    | 2e     | 9e     | -        | -      | -      | -        | -      |        |        |        |        | 43     | 10e              |
| 2023   | FAF    |        | 20     | —        |        |        |          |        |        |        |        |        |        |                  |
| 2023   | 6e     |        | 20     | —        |        |        |          |        |        |        |        |        |        |                  |